# Port lotniczy Zambezi
Port lotniczy Zambezi (IATA: BBZ, ICAO: FLZB) – krajowy port lotniczy położony w Zambezi, w Zambii.